# Greta Masserano
Greta Masserano (Torino, 16 dicembre 1994) è una canottiera italiana.
Come apice della propria carriera sportiva, ha ottenuto una medaglie di bronzo nel 2013 ai mondiali di canottaggio a Chungiu nel quattro di coppia pesi leggeri.

## Palmarès
| Anno | Manifestazione | Sede    | Evento                         | Risultato | Note |
| ---- | -------------- | ------- | ------------------------------ | --------- | ---- |
| 2013 | Mondiali       | Chungju | Quattro di coppia pesi leggeri | Bronzo    |      |